# Großsteingräber bei Wörmlitz
Die Großsteingräber bei Wörmlitz waren vermutlich drei megalithische jungsteinzeitliche Grabanlagen bei Wörmlitz, einem Ortsteil von Möckern im Landkreis Jerichower Land, Sachsen-Anhalt. Alle wurden wohl im 18. oder 19. Jahrhundert zerstört.

## Lage
Grab 1 befand sich unweit von Wörmlitz, in der Nähe des Weges nach Tryppehna. Auf der anderen Seite des Ortes, bei der Windmühle lagen die Gräber 2 und 3. Grab 2 befand sich auf dem Windmühlenberg, einer Anhöhe neben der Windmühle. Grab 3 auf dem benachbarten Hügel, auf dem die Windmühle selbst stand.

## Forschungsgeschichte
Erstmals dokumentiert wurden die Anlagen von Joachim Gottwalt Abel, zwischen 1755 und 1806 Pastor in Möckern. Dieser hinterließ hierüber nur handschriftliche Aufzeichnungen, die 1928 durch Ernst Herms publiziert wurden. Die Gräber selbst waren bei Herms’ Untersuchungen aber bereits vollständig abgetragen.

## Beschreibung

### Grab 1
Grab 1 trug bei Abels Untersuchung die Bezeichnung „Hünensteine“. Es besaß eine etwas unregelmäßig geformte Umfassung und bestand noch aus 85 Steinen. Es besaß eine Grabkammer, die noch über neun Wandsteine verfügte, darunter auch die beiden Abschlusssteine an den Schmalseiten. Auch ein Deckstein war noch vorhanden, allerdings war er von den Wandsteinen herabgerutscht. Es dürfte sich bei der Kammer um einen Großdolmen oder um ein Ganggrab gehandelt haben.

### Grab 2
Grab 2 war bei Abels Aufnahme bereits so stark zerstört, dass keine genauen Angaben zu seiner Form mehr möglich waren. Lediglich vier Steine waren noch vorhanden, die aber immerhin noch in situ standen und offenbar Wandsteine einer Grabkammer waren.

### Grab 3
Von Grab 3 konnte Abel lediglich noch den Hügel ausmachen, der ihm künstlichen Ursprungs zu sein schien. Steine waren offenbar nicht mehr vorhanden. Eine Bestimmung des Grabtyps ist daher nicht möglich.